# غیاث‌آباد (خلخال)
غیاث‌آباد یک منطقهٔ مسکونی در ایران است که در دهستان خورش رستم جنوبی واقع شده‌است. براساس سرشماری مرکز آمار ایران در سال ۱۳۹۵، این روستا کمتر از سه خانوار جمعیت داشته‌است.